# 피어슨차코쥐
피어슨차코쥐(Andalgalomys pearsoni)는 비단털쥐과에 속하는 설치류이다. 볼리비아 남부동의 그란차코 생태지역과 파라과이 서부에서 발견되며, 해발 최대 400m에서 서식한다. 학명과 일반명은 미국 동물학자 피어슨(Oliver Payne Pearson)의 이름에서 유래했다. 핵형은 2n=76,78이며 두 종의 아종을 가지고 있다. 핵형 2n=78은 큰귀생쥐족에서 가장 높은 이배체 수이다.